# 塔恩河畔拉马格德莱娜
塔恩河畔拉马格德莱娜（法語：La Magdelaine-sur-Tarn，法語發音：[la maɡdəlɛn syʁ taʁn]）是法国上加龙省的一个市镇，属于图卢兹区。

## 地理
塔恩河畔拉马格德莱娜（43°48'43"N, 1°32'32"E）面积6.82 平方千米，位于法国奧克西塔尼大區上加龙省，该省份为法国西南部内陆省份，西南端与西班牙接壤，自此顺时针与上比利牛斯省、热尔省、塔恩-加龙省、塔恩省、奥德省和阿列日省接壤。
与塔恩河畔拉马格德莱娜接壤的市镇（或旧市镇、城区）包括：邦迪古、贝西耶尔、塔恩河畔莱拉克、塔恩河畔米尔普瓦、蒙茹瓦尔、瓦基耶、维勒马捷。
塔恩河畔拉马格德莱娜的时区为UTC+01:00、UTC+02:00（夏令时）。

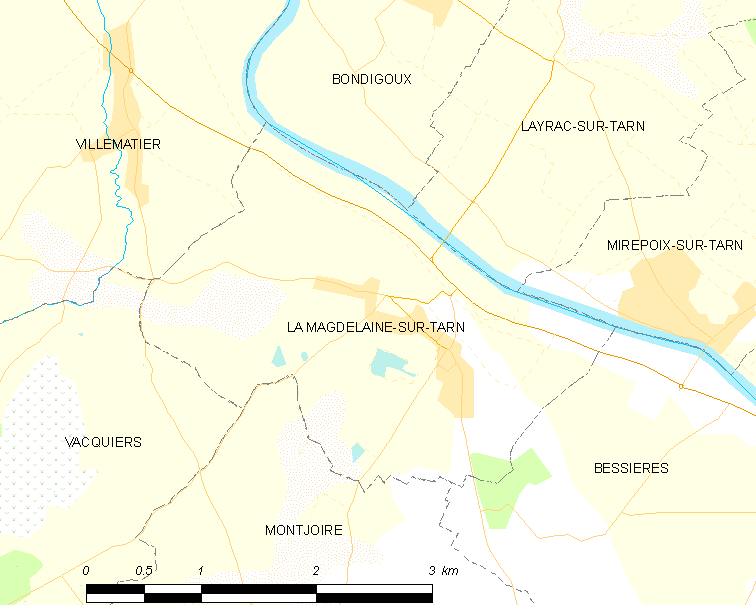
塔恩河畔拉马格德莱娜的OSM定位图

## 行政
塔恩河畔拉马格德莱娜的邮政编码为31340，INSEE市镇编码为31311。

## 政治
塔恩河畔拉马格德莱娜所属的省级选区为塔恩河畔维勒米尔县。

## 人口

1962-2008年间塔恩河畔拉马格德莱娜人口变化图示

塔恩河畔拉马格德莱娜于2022年1月1日时的人口数量为1226人。

## 图集

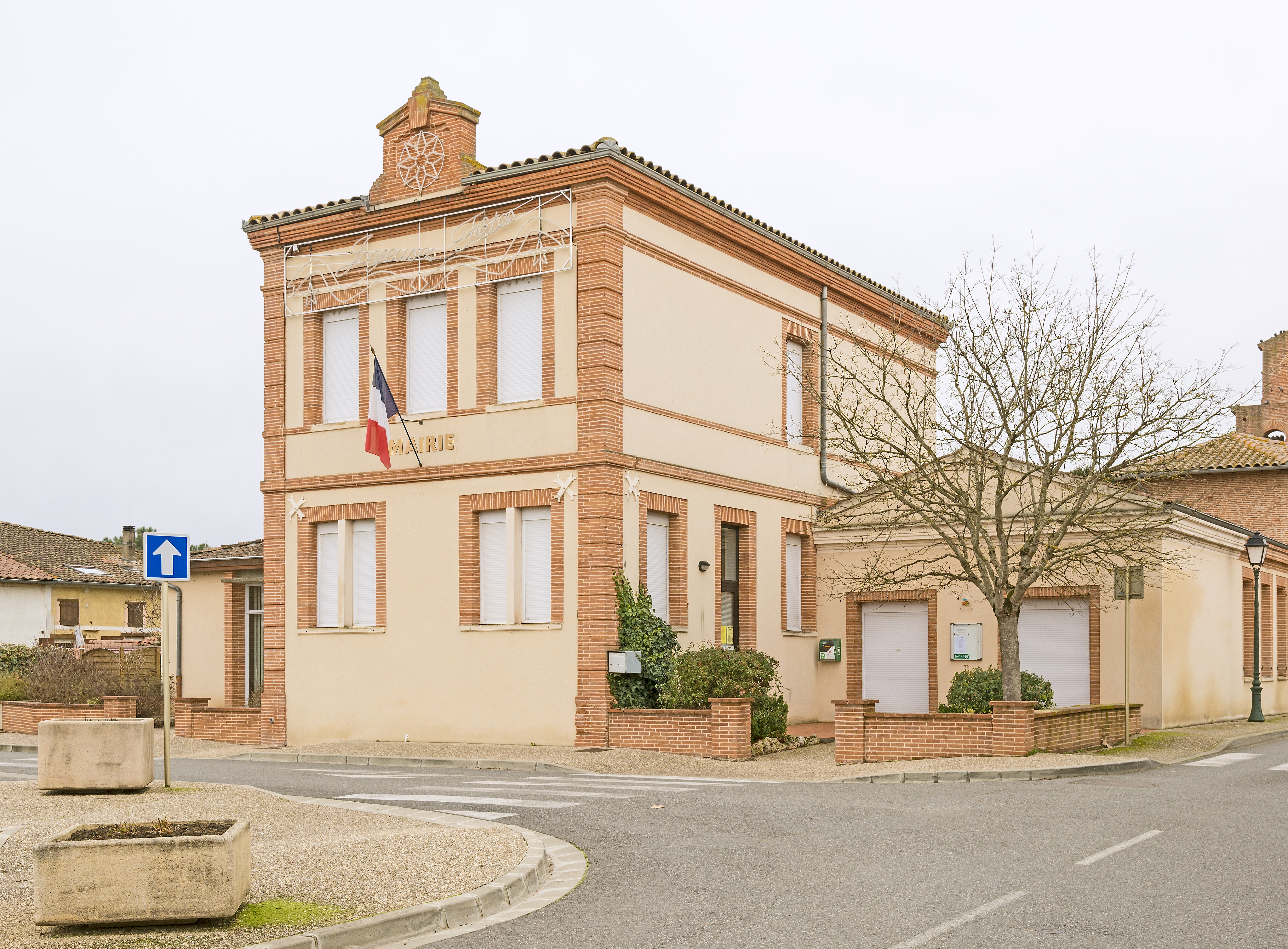
市政厅
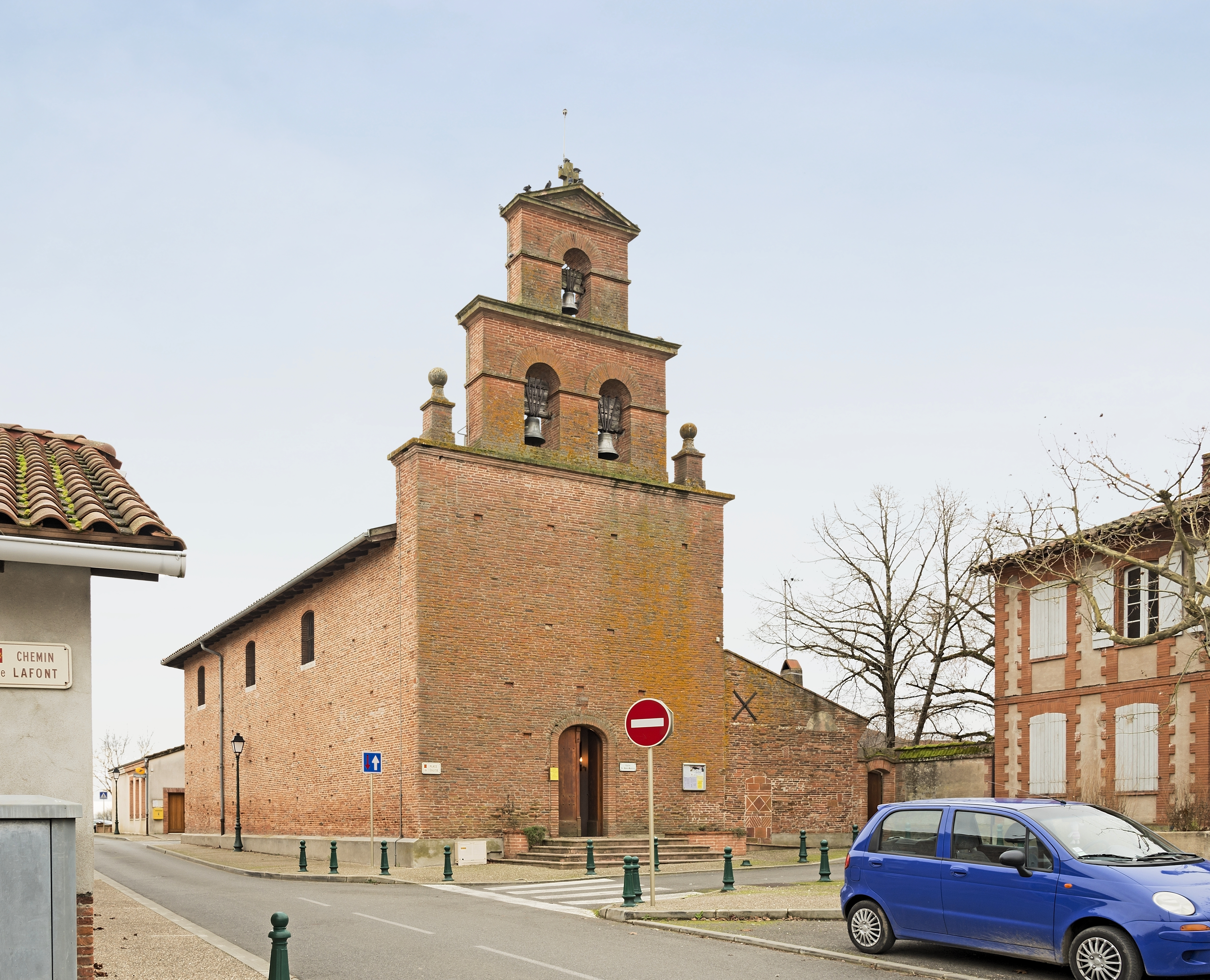
教堂
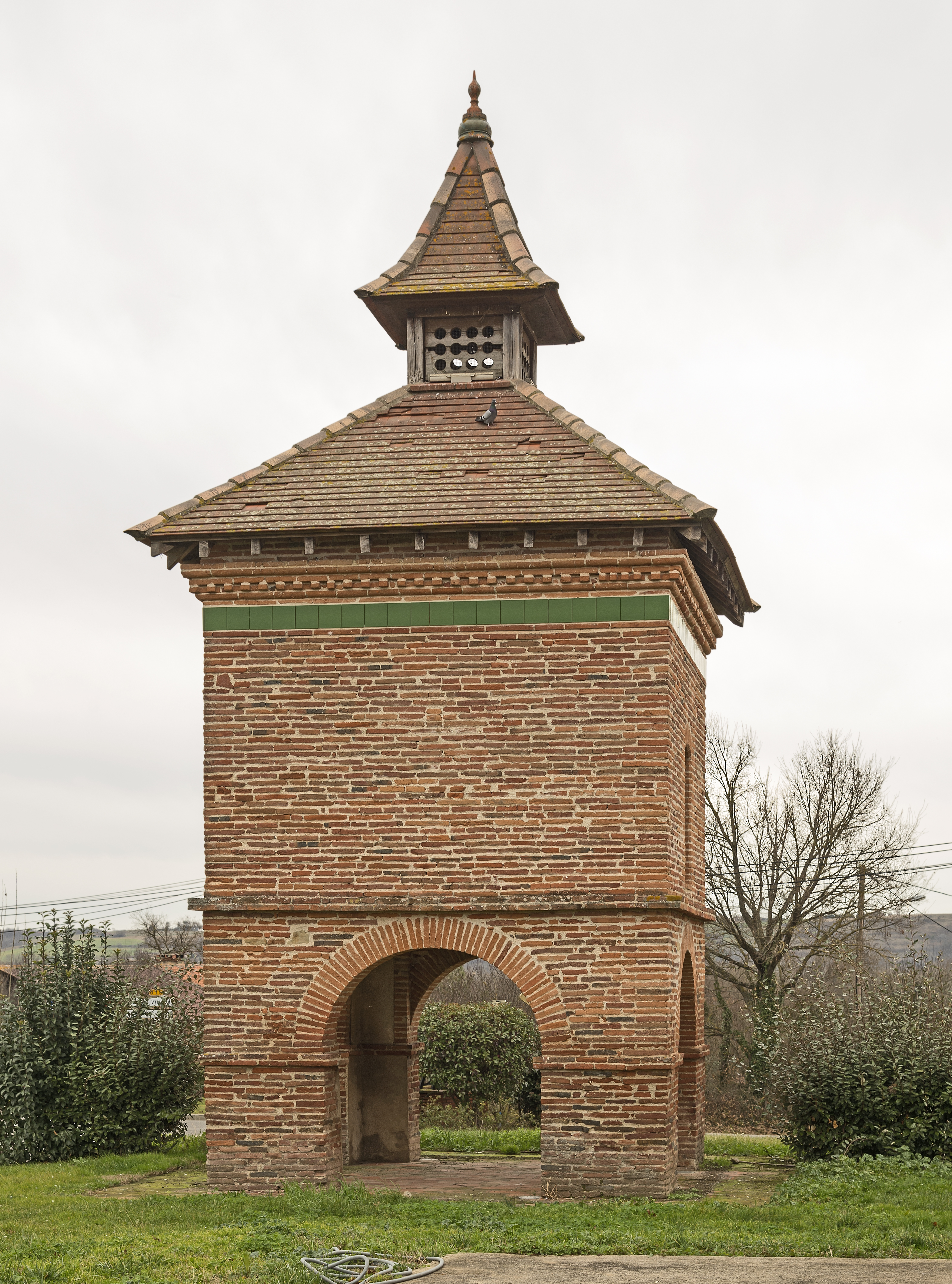
鸽舍